# Толшевский Спасо-Преображенский монастырь
Толшевский Спасо-Преображенский монастырь — женский монастырь Воронежской епархии. Находится в Воронежской области, на территории Воронежского государственного заповедника, недалеко от станции Графская. От первоначального основания и до разорения в 1932 году являлся мужским. С начала восстановления в 1994 году женский.

## История

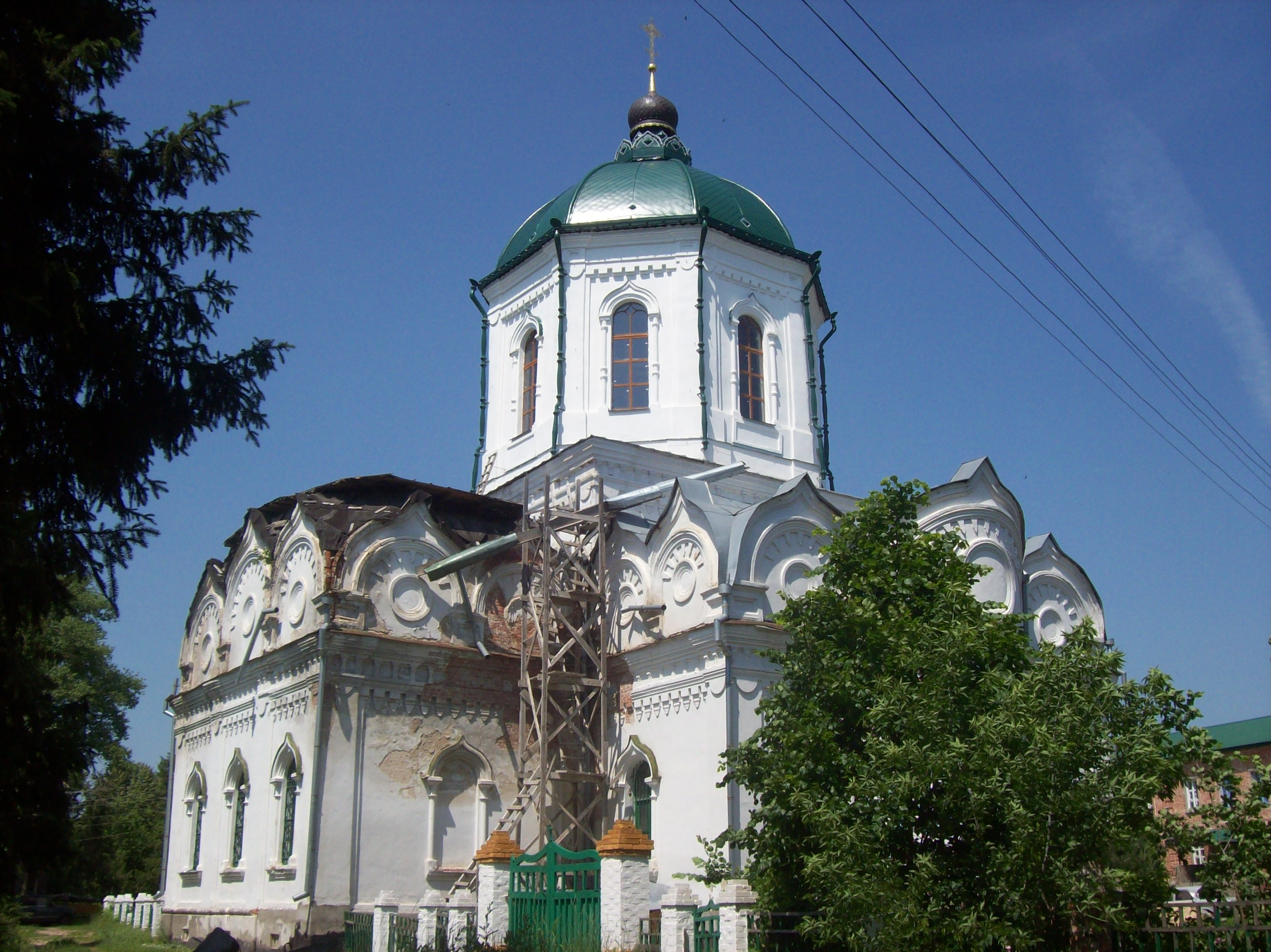
Храм Толшевского монастыря

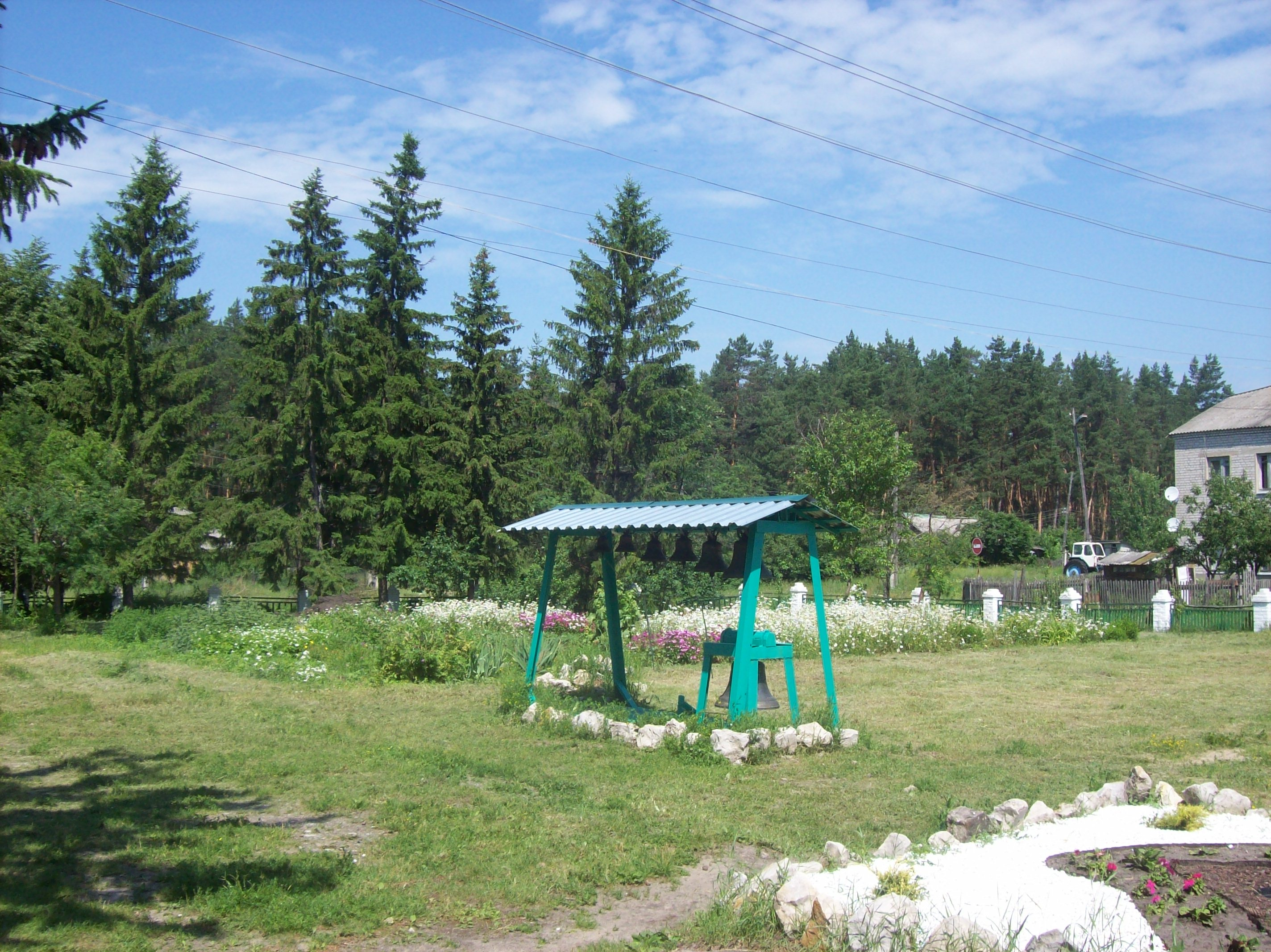
Звонница монастыря

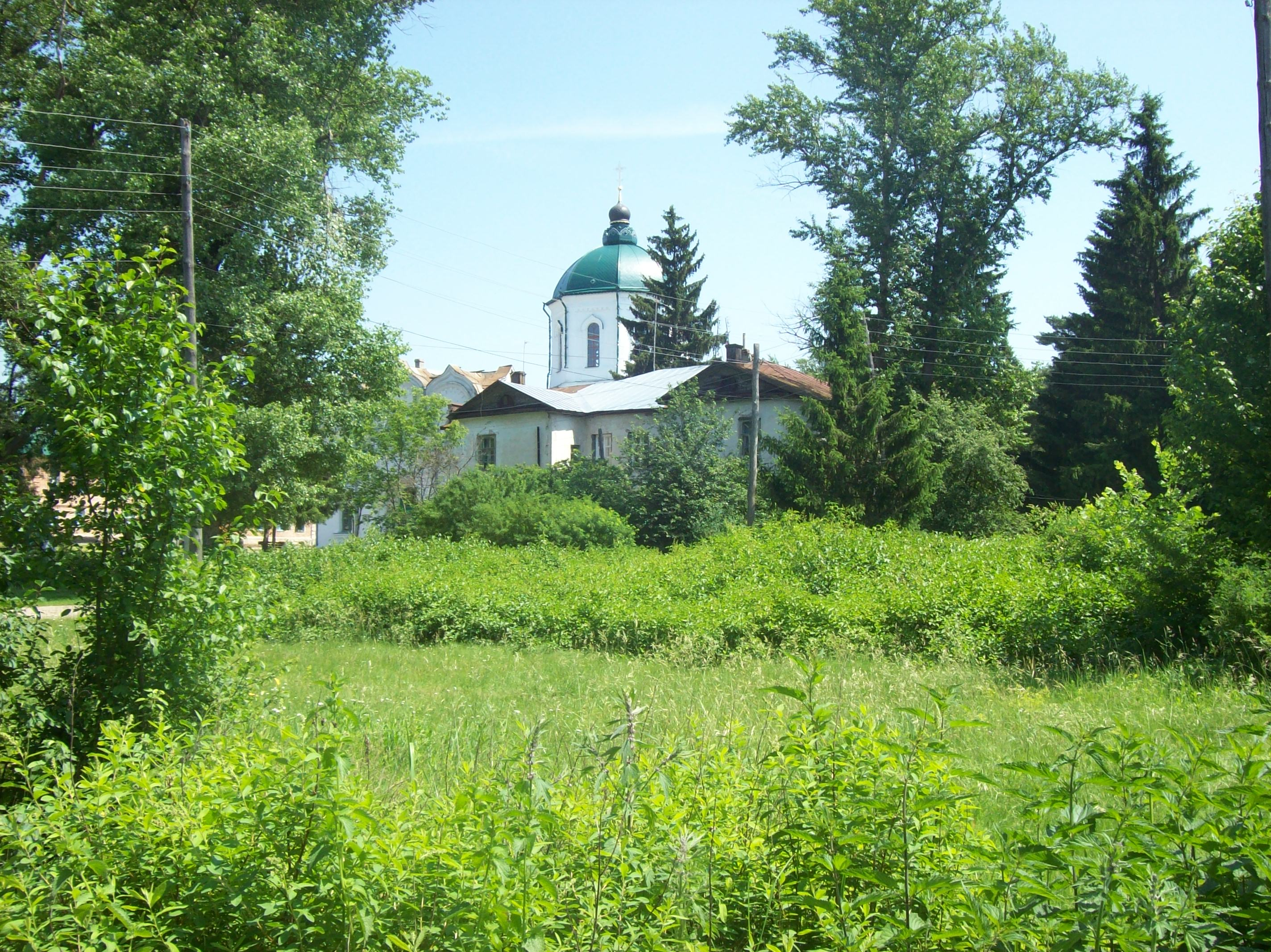
Вид на монастырь

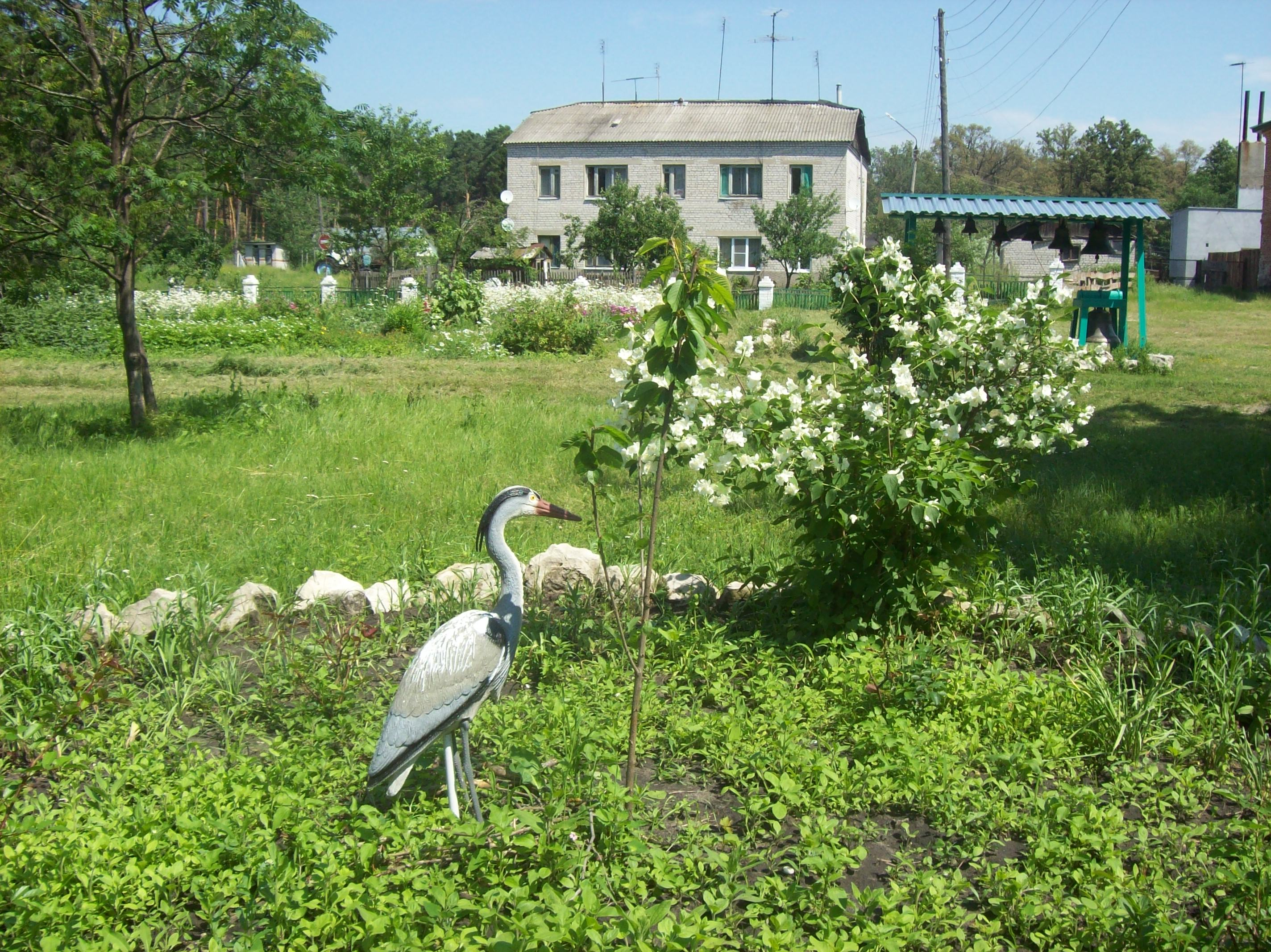
На территории монастыря

### Зарождение обители
Монастырь расположен на северо-восточной границе Воронежской и Тамбовской губерний, в 40 верстах от города Воронеж. Первоначальное название пустыни Константиновская, по имени поселившегося здесь пчельника. Спасо-Преображенским стал называться по наименованию храма, построенного в этом месте во время основания. Несмотря на то, что уже в 1635 году Константиновская пустынь уже имела во владении документально подтвержденными землями, только с 1677 года монастырь получил царские грамоты на владение землями ему принадлежащими и разрешение назначать своих настоятелей. От этого срока и правильней считать официальное основание обители как монастыря. Старец Константин уединенно жил в половине версты на юго-запад от монастыря, у источника, теперь по его имени называемого Константиновским. В память о нём на источнике, впадающем в реку Усмань, (Усмань с татарского «Красавица»), установлен крест.

### Расширение территории
Мало-помалу слыша о старце, стекались сюда люди и со временем образовали небольшую пустынь. В 1683 году, указом государя Алексея Михайловича монастырю пожалованы земли под территорию монастыря, воеводой Стефаном Вельяминовым и участок земли во владение «черному попу» Иосифу под городом Усмань, напротив слободы Пушкарской. Примерно в то же время Углянскими дворянами обители пожертвованы в вечное владение значительное количество леса. В 1677 году, царем Федором Алексеевичем, назначена денежная руга, по 10 рублей в год, на каждого монаха, впоследствии утвержденная царями Иваном V Алексеевичем и Петром I Алексеевичем, в 1683 году. Позднее монастырю жаловались и иные угодья. Например, грамотой от 9 декабря 1685 года, утвержденной государем и предъявленной в пустынь воеводой Осипом Норматским, жертвовалась земля в поле, количеством 425 четвертей. В более позднее время, в 1764 году, земля полевая была заселена помещичьими крестьянами и перешла во владение помещиков. В 1685 году Константиновская пустынь, из Рязанской Епархии передана в Воронежскую.

### Строительство монастыря
Первые постройки в монастыре были деревянными. К 1694 году уже имелись две деревянные церкви. Одна во имя Спаса-Преображения, вторая во имя Преподобных Зосимы и Савватия Соловецких. Существует грамота, выданная в 1706 году, строителю Антонию, Воронежским Архиепископом Арсением, на постройку новой деревянной церкви, взамен сгоревшей Зосимы и Савватия. Из чего следует что в обители случился пожар. В 1752 году, заложена каменная церковь во имя Спаса Всемилостивого, с приделами во имя Николая Чудотворца и Преподобных Зосимы и Савватия. Выстроена и освящена в 1759 году, при игумене Евфимии. Деревянная церковь при том продана в село Пчельники. В 1756 году игуменом Евфимием построена колокольня, с воротами под нею, четыре одноэтажных каменных корпуса для братии. Для трапезы, хлебной, кухни и иных хоз. нужд. Начата кладка каменной ограды с восемью башнями. При строителе Тихоне и игумене Иосифе, расписана новая церковь, покрыта железом, окрашена. В 1832 году, 2 мая, при игумене Амвросии, расширена трапезная церковь в три окна длиной и правый придел в ней, 7 августа освящен вместо Преподобных Зосимы и Савватия, во имя святителя Митрофана. При игумене Иоанне, в 1842 году, построен двухэтажный корпус, нижний этаж для братии, верхний для настоятелей. В 1856 году, при иеромонахе Мелхиседеке, стараниями иеромонаха Иринарха (в схиме Митрофана), колокольня и все церкви покрыты железом. При строителе Кассиане, начато обновление живописи и иконостаса. Иконостас украшен серебряными ризами. При строителе Анфиме заложена каменная гостиница в два этажа. Получен план на постройку двухэтажного каменного корпуса для братии. Обе эти постройки и домовая церковь во имя Успения Божией матери, расположенная внутри корпуса, окончены при игумене Вениамине. При Вениамине монастырь расширил территорию на 40 саженей к востоку и западу. В окружности уже имел 257 саженей с четырьмя башнями. Кроме этого, устроены каменный конный двор, амбар и баня. За 20 лет управления игумена Вениамина, к числу монастырских строений уже принадлежали: Скотный двор, с обложенным кирпичем домом в нём. Рабочий двор с домом для работников и сараем для помещения скота и сена для него. Сад расположенный недалеко в лесу, с домом садовника. В полуверсте от монастыря пчельник с домом и амшенником. Новый мост через реку Усмань.
В 1768 году в Толшевском монастыре поселился Святитель Тихон, прожив здесь год и два месяца, затем переселился в Задонский Богородицкий монастырь. Над келией, где проживал Святитель, в 1832 году, 2 мая, была воздвигнута каменная киновия, при игумене Амвросии. В киновии хранился небольшой деревянный, обложенный медью крест Святителя, изображение Святителя Тихона, выполненное неизвестным художником прижизненно и старинное деревянное кресло. Количество схимников в монастыре 76 человек, есть один затворник. В обители имелась библиотека числом книг около 1000 экземпляров. Имелась довольно богатая ризница, были ризы с 1812 года.

### Содержание Толшевского монастыря
1) Монастырь не получает денег из казны. Пользуется процентами с капитала количеством 21 тысячи. 2) Земли отмежеванные монастырю это 133 десятины, 250 кв. сажен. Из них удобных 24 десятины и 1700 сажен, остальные под сенокосом. 3) Строевого леса имеется 465 десятин и 1700 кв. сажен, с разрешением Синода продать этот лес в течение 50 лет и капитал обратить в процентные бумаги. 4) Кроме упомянутой Константиновской, есть ещё две мельницы. Хворостанская в Коротоякском уездена аренде за 700 рублей в год. Песковатская на реке Усмань, как не приносящая дохода предполагается к продаже. 5) Монастырь пользуется доходом от конной ярмарки, доход до 1500 рублей в год. 6) Большую часть содержания монастырь получает от добровольных пожертвований.
При Екатерине II в 1764 году Спасо-Преображенский монастырь стал заштатным, то есть был оставлен «на своём пропитании». Некоторое время настоятелем монастыря был Гавриил (Болховитинов) — брат митрополита Киевского Евгения.
В обители было два храма: каменный, построенный в 1884 году, с главным престолом в честь Преображения Господня и двумя приделами, и домовая церковь в честь
Успения Божией Матери.
После событий 1917 года Толшевский монастырь был разорён, а в 1923 закрыт. Книги из монастырской библиотеки, иконы, церковная утварь были безвозвратно утрачены. В храме разместили библиотеку, затем устроили клуб. 
К 1994 году от храма остался фундамент и стены, отсутствовал даже купол.  Храм был отстроен по сохранившимся рисункам.
Земли, на которых располагался монастырь стали Воронежским заповедником (создан в 1923).

## В настоящее время
Возрождение Спасо-Преображенской, теперь женской обители, началось в 1994 году. Была благоустроена территория, частично отреставрирован храм, приведён в порядок
жилой корпус. В сестринском корпусе устроена домовая церковь. В память почившей братии установлен крест и надгробная плита. Каждый день в храме совершаются богослужения. Монастырь имеет подсобное хозяйство. При обители открылась воскресная школа. Здесь дети учатся, несут клиросное послушание, помогают восстанавливать монастырь.
Добраться до монастыря можно из Воронежа на автобусе N 310 (Воронеж—Графская) от ж.д.вокзала (ехать до остановки «Заповедник»), или электропоездами до ст. Графская (далее пешком).

## Настоятели монастыря
Иеромонахи
Иосиф — 1646 год. Авраамий — 1683—1684 годы. Антоний — 1684—1685. Феодосий — 1690. Антотий — 1690—1696. Симеон — 1698. Антоний — 1711. Тихон — 1722. Никифор — 1730. Мисаил — 1742. Иерофей — 1775. Тимофей — 1788—1790. Тихон — 1790—1796. Гавриил — 1802—1812. Афанасий — 1827—1829. Виктор — 1829—1831. Мелхиседек — 1851—1856. Кассиан — 1856—1857. Игнатий — 1857. Анфим — 1858—1860.
Архимандриты
Иосиф — 1717—1731. Варсонофий — 1733. Даниил — 1851—1856.
Игумены
Павел — 1745—1749. Сергий — 1750—1753. Михаил — 1753—1760. Вновь Сергий — до 1774 года. Иоасаф — 1776—1784. Иосиф — 1796—1802. Гавриил — 1802— 1812. Парфений — 1812—1822. Анастасий — 1824—1826. Самуил — 1826—1827. Амвросий — 1831—1839. Иоанн — 1839—1851. Вениамин — 1860.
Игумении
- Варвара (Сажнева) — 1994-2001, 2002-2009, 2015-2023.
- Филарета (Ермачкова) — 2001-2002.
- Михаила (Сафонова) — 2009-2015.
- Тихона (Нефедченко) — с 24 августа 2023 года.